# Rogatki Mokotowskie
Rogatki Mokotowskie, także rogatki mokotowskie – dwie rogatki (pawilony rogatkowe) znajdujące się przy placu Unii Lubelskiej 1 i 2 (dawnym rondzie Mokotowskim) w Warszawie, wzniesione w latach 1816–1818 w stylu klasycystycznym.

## Opis
Pierwsze rogatki w Warszawie, Pradze i Golędzinowie powstały po 1770, tj. po tym jak obszar ten został otoczony wałem ziemnym znanym jako okopy Lubomirskiego. Budynki rogatek były lokalizowane przy wale, u wylotu najważniejszych dróg. Pod koniec XVIII wieku w obecnych granicach Warszawy funkcjonowało 10 rogatek: Belwederskie, Czerniakowskie, Mokotowskie, Jerozolimskie, Wolskie, Powązkowskie, Marymonckie, Grochowskie, Ząbkowskie i Golędzinowskie.
W latach 1816–1823 w Warszawie wzniesiono nowe pawilony rogatkowe zaprojektowane przez Jakuba Kubickiego. Powstało wtedy 18 pawilonów w stylu  klasycystycznym. Architekt ustawił je parami i nadał każdemu zespołowi inny wygląd.  W jednym pawilonie urzędował dozorca policji (będący przedstawicielem Urzędu Municypalnego), a w drugim poborca podatkowy, który przyjmował opłaty za wjazd do miasta. Do czasów współczesnych zachowały się rogatki Mokotowskie i Grochowskie. 
Klasycystyczne pawilony przy obecnym placu Unii Lubelskiej powstały w latach 1816–1818. Zostały rozmieszczone symetrycznie na planie lekko wygiętego prostokąta z dwukolumnowymi doryckimi wgłębnymi portykami. Wygięcie dłuższych elewacji pozwoliło na ich dostosowanie do kształtu okrągłego placu.
W 1965 budynki zostały wpisane do rejestru zabytków.
W 2016 w rogatce wschodniej otwarto Muzeum Sue Ryder.